# Tyroksyna
Tyroksyna (tetrajodotyronina, T4) – organiczny związek chemiczny, który obok trójjodotyroniny jest podstawowym hormonem produkowanym przez tarczycę.

## Fizjologia

### Produkcja
Wyjściowym substratem do wytwarzania tyroksyny jest tyrozyna. Tyroksyna jest produkowana, magazynowana i uwalniana przez komórki pęcherzykowe tarczycy. Tyroksyna będąca głównym hormonem produkowanym przez tarczycę jest uważana za prohormon.
Istotne znaczenie ma przemiana, jakiej tyroksyna podlega w tkankach. Z cząsteczki tyroksyny usuwany jest jeden z atomów jodu (dejodynacja) – od tego, z której pozycji, zależy efekt metaboliczny takiej modyfikacji. Jeżeli zostaje usunięty atom jodu z pozycji 5', powstaje najbardziej czynny metabolicznie hormon tarczycy – T3 (3,5,3'-trójjodotyronina), a gdy z pozycji 5, to powstaje rewers T3 (3,3',5'-trójjodotyronina, rT3).

### Działanie fizjologiczne
Tyroksyna pobudza procesy utleniania w tkankach, pobudza rozpad tłuszczów do kwasów tłuszczowych i glicerolu, wzmaga wchłanianie glukozy z przewodu pokarmowego i jej zużycie przez komórki. Zwiększa także wydzielanie i efekty działania somatotropiny i glikokortykoidów, wpływa na czynność gruczołów płciowych. Hormon ten jest bardzo ważny dla rozwoju fizycznego i psychicznego młodych organizmów, wpływa również regulująco na laktację i rozród.

### Tyroksyna jako lek
W leczeniu schorzeń endokrynologicznych i metabolicznych przebiegających z niedoborem tyroksyny stosowana jest tyroksyna syntetyczna, będąca enancjomerem o konfiguracji L, czyli L-tyroksyna lub lewotyroksyna (gdyż skręca płaszczyznę światła spolaryzowanego w lewo); ma ona konfigurację absolutną S. Przykładowe preparaty lewotyroksyny to Euthyrox, Eltroxin, Letrox i Novothyral (z dodatkiem liotyroniny). Związek o konfiguracji przeciwnej to dekstrotyroksyna, jego stosowanie zostało jednak zarzucone. Leki te są w postaci soli sodowej.
Stosowanie i interakcje lewotyroksyny z innymi lekami:
- lewotyroksynę należy przyjmować na czczo
- salicylany (kwas acetylosalicylowy), furosemid, klofibrat w dużych stężeniach mogą wypierać ją z połączeń z albuminami, nasilając działanie L-tyroksyny
- fenytoina i karbamazepina nasilają metabolizm L-tyroksyny i wypierają ją z połączeń z albuminami, nasilając działanie L-tyroksyny,
- podanie pochodnych kumaryny (dikumarol) z lewotyroksyną nasila działanie leków przeciwkrzepliwych (wydłużają czas protrombinowy, sprzyjając krwawieniom, czego pierwszym objawem są krwawienia z nosa, nasilone krwawienie z dziąseł po myciu zębów, skłonność do siniaczenia, nasilone krwawienia miesięczne)
- estrogeny mogą hamować działanie L-tyroksyny w związku ze zwiększeniem stężenia globuliny wiążącej tyroksynę (TGB), zmniejszając stężenie tyroksyny w osoczu
- lewotyroksyna może nasilać działanie leków z grupy trójcyklicznych leków przeciwdepresyjnych
- leki zobojętniające, sukralfat(inne języki) i inne leki zawierające glin, żelazo lub węglan wapnia powinny być przyjmowane 2 h po L-tyroksynie, ponieważ mogą osłabiać jej działanie
- doustne leki przeciwcukrzycowe oraz insulina przyjmowane z lewotyroksyną mają obniżoną siłę działania (konieczne monitorowanie glikemii na początku leczenia i ew. dostosowanie dawkowania leków hipoglikemizujących)
- lewotyroksyna osłabia działanie glikozydów nasercowych
- leki wiążące kwasy żółciowe i obniżające stężenie cholesterolu (żywice jonowymienne, np. cholestyramina i kolestypol) powinny być przyjmowane 4–5 h po L-tyroksynie, ponieważ hamują jej wchłanianie.

## Patologia

### Niedobór tyroksyny
Niedoczynność tarczycy i wynikający z tego niedobór tyroksyny obniża podstawowy poziom przemiany materii, wywołuje obrzęk śluzowaty i zmniejsza aktywność psychomotoryczną.

### Nadmiar tyroksyny
Nadczynność tarczycy występuje najczęściej w chorobie Gravesa-Basedowa. Objawami są: wytrzeszcz, nadpobudliwość, nerwowość, zwiększona męczliwość mięśni i tachyarytmia.